# Екатериновский (Краснодарский край)
Екатериновский — хутор в Абинском районе Краснодарского края России. Входит в состав Фёдоровского сельского поселения

## География
Географическое положение
Хутор находится на Кубано-Приазовской низменности, в южно-предгорной зоне и расположен на левом берегу Кубани, на юге примыкает к административному центру поселения станице Фёдоровской.
Уличная сеть
- пер. Речной,
- ул. Лучезарная,
- ул. Набережная,
- ул. Солнечная,
- ул. Суворова,
- ул. Фрунзе,
- ул. Центральная[4].

Климат
умеренно континентальный, без резких колебаний суточных и месячных температур. Продолжительность периода с температурой выше 0° С достигает 9-10 месяцев, из них половина — 4-5 месяцев — лето. Среднегодовая температура около +11°, постепенно нарастая от 15° в мае до 30° в августе. Годовая сумма осадков достигает 800 мм.

## История
Согласно Закону Краснодарского края от 5 мая 2004 года N № 700-КЗ хутор вошёл в образованное муниципальное образование Фёдоровское сельское поселение.

## Население
| 2002 | 2010  |
| ---- | ----- |
| 1646 | ↗1701 |

## Инфраструктура
- СОШ № 20 х. Екатериновский

Улица Фрунзе представляет городок ПМК-1. Находится школа, 2 детских сада, аптечный пункт и Фёдоровский гидроузел — являющийся градообразующим предприятием. В 1965 г. началось строительство гидроузла и моста через реку Кубань, после введения в эксплуатацию гидроузла русло Кубани в районе хуторов Прикубанского и Екатериновского пошло по новому пути.